# Deutsche Dreiband-Meisterschaft 1952

Veranstaltungsort: Köln

Die Deutsche Dreiband-Meisterschaft 1952 (DDM) war die 20. Ausgabe dieser Turnierserie und fand vom 3. bis 5. April in Köln, Nordrhein-Westfalen statt.

## Geschichte
August Tiedtke gewann seinen elften Gesamttitel und den Siebten in Folge. Der Drittplatzierte des Vorjahres, Ernst Rudolph, wurde vor heimischem Publikum Vizemeister. Tiedges jüngerer Bruder Gert, eigentlich im Kunststoß beheimatet, wurde nur Sechster. Siegfried Spielmann konnte nach längerer Krankheit nicht an seine Vorjahresleistung anschließen, obwohl er sein Spiel gegen Rudolph gewinnen konnte und wurde nur Fünfter.

## Modus
Es spielte „Jeder gegen Jeden“ (Round Robin) auf 50 Punkte mit Nachstoß. Der dritte Platz wurde nicht ausgespielt.

## Abschlusstabelle
| MP    | Match Points (Sieger = 2; Unentschieden = 1; Verlierer = 0) |
| Pkte. | Erzielte Karambolagen                                       |
| Aufn. | Benötigte Versuche                                          |
| GD    | Generaldurchschnitt                                         |
| BED   | Bester Einzeldurchschnitt eines Spielers                    |
| HS    | Höchstserie                                                 |
|       | Bester GD des Turniers                                      |
|       | Bester ED des Turniers                                      |
|       | Beste HS des Turniers                                       |
|       | 1. Platz (Gold)                                             |
|       | 2. Platz (Silber)                                           |
|       | 3. Platz (Bronze)                                           |

| 1                          | August Tiedtke (Düsseldorf)      | 14:0 | 350 | 423 | 0,827 | 1,136 | 8 |
| 2                          | Ernst Rudolph (Essen)            | 10:4 | 336 | 429 | 0,783 | 0,833 | 7 |
| 3                          | Otto Boeven (Köln)               | 9:5  | 291 | 581 | 0,500 | 0,714 | 6 |
| 4                          | Josef Janzen (Gelsenkirchen)     | 8:6  | 315 | 590 | 0,533 | 0,632 | 5 |
| 5                          | Siegfried Spielmann (Düsseldorf) | 8:6  | 282 | 553 | 0,509 | 0,757 | 5 |
| 6                          | Gert Tiedtke (Koblenz)           | 4:10 | 318 | 603 | 0,527 | 0,581 | 7 |
| 7                          | Karl Kredel (Köln)               | 3:11 | 262 | 593 | 0,441 | 0,454 | 5 |
| 8                          | Walter Soetebier (Wuppertal)     | 0:14 | 228 | 618 | 0,368 | –     | 4 |
| Turnierdurchschnitt: 0,542 |                                  |      |     |     |       |       |   |